# 난셰 카테나
난셰 카테나(Nanshe Catena)는 목성의 위성인 가니메데의 사슬형 충돌구 중 하나이다. 길이는 103.8km이다.